# Régions de bien-être en Finlande
1. Laponie
2. Ostrobotnie du Nord
3. Kainuu
4. Ostrobotnie centrale
5. Finlande centrale
6. Savonie du Nord
7. Carélie du Nord
8. Savonie du Sud
9. Ostrobotnie du Sud
10. Pirkanmaa
11. Kanta-Häme
12. Ostrobotnie
13. Satakunta
14. Finlande-Propre
15. Uusimaa de l'Ouest
16. Uusimaa central
17. Uusimaa de l'Est
18. Päijät-Häme
19. Vallée de la Kymi
20. Carélie du Sud
21. Vantaa et Kerava
22. Helsinki
23. Ahvenanmaa

Les régions de bien-être (finnois : Hyvinvointialue, suédois : välfärdsområde) sont un organisme public, indépendant des municipalités et du Gouvernement, chargé des services sociaux, de santé et de secours d'urgence en Finlande.

## Présentation
Le 23 juin 2021, le Parlement a adopté le projet de loi de réforme sociale et de santé.
Selon la loi concernant la mise en œuvre de la réforme, les tâches et la responsabilité organisationnelle des services sociaux et de santé et de secours sont transférées des municipalités aux régions de bien-être au 1er janvier 2023.

## Administration
L'organe décisionnel le plus élevé de la région de bien-être est le conseil régional qui est responsable du fonctionnement, de l'administration et des finances des services de bien-être.
Les délégués et commissaires adjoints du conseil de comté sont élus lors des élections des régions du bien-être pour un mandat de quatre ans. 
Le nombre de délégués est de 59 à 89, selon la population de la région du bien-être.
Sur la base des données démographiques d'août 2021, les nombres de délégués à élire aux élections régionales finlandaises de 2022 sont :
- 59 conseillers : régions du bien-être d'Ostrobotnie centrale, Kainuu, Uusimaa de l'Est, Carélie du Sud, Savonie du Sud, Vallée de la Kymi, Carélie du Nord, Kanta-Häme, Ostrobotnie, Laponie et Ostrobotnie du Sud.
- 69 conseillers: régions du bien-être d'Uusimaa central, Päijät-Häme, Satakunta, Savonie du Nord, Finlande centrale et Vantaa–Kerava.
- 79 conseillers: régions du bien-être d'Ostrobotnie du Nord, Uusimaa de l'Ouest, Finlande-propre et Pirkanmaa.

Les premières élections des conseillers des régions des services de bien-être ont eu lieu le 23 janvier 2022.

## Transferts patrimoniaux
Le patrimoine des services sociaux, de santé et de secours des communes et groupements de communes est transféré et devient la propriété des régions de services de bien-être selon les principes suivants :
- Les actifs et passifs des districts hospitaliers et des districts de soins spéciaux des associations de communes sont transférés aux régions de services de bien-être conformément à la loi.
- Les biens mobiliers, les contrats et les dettes et autres engagements des services sociaux et sanitaires et de secours des communes et groupements de communes sont transférés aux régions de services de bien-être sans indemnisation.
- Les régions de services de bien-être louent les locaux médico-sociaux et de secours restant la propriété des communes pour une durée transitoire de trois ans (+1 année optionnelle)[5].
- L'actif, le passif, et les obligations des services sociaux, de santé et de secours de la ville d'Helsinki restent la propriété de la ville d'Helsinki. Les actifs du District hospitalier d'Helsinki et de l'Uusimaa (HUS) sont transférés au Groupe HUS[6].

## Financement des régions
Les activités des services de bien-être sont principalement financées par des fonds publics et aussi par les paiements des usagers.
Le niveau de départ du financement par l'État en 2023 est basé sur la moyenne des comptes annuels de 2021 et des budgets 2022 des services sociaux municipaux et des services de secours.
Les coûts seront ramenés aux niveaux de 2022. Le montant total du financement sera revu annuellement en tenant compte de l'augmentation estimée du besoin de services, de l'évolution estimée du niveau des coûts et de l'évolution de l'étendue et de la qualité des actions pour lesquelles les espaces sociaux sont organisés.
Les régions de bien-être ont le droit de décider de l'utilisation et de l'attribution des fonds en toute autonomie. 
L'orientation du gouvernement (ministère des Affaires sociales et de la Santé), qui finance les activités, est mise en œuvre dans le cadre du processus annuel d'orientation et d'évaluation entre le ministère et le secteur de l'aide sociale.

## Liste des régions de bien-être
Selon la loi sur la mise en œuvre et l'application de la réforme des services sociaux et de santé et de secours, les 21 zones de protection sociale suivantes sont créées en Finlande à compter du 1er juillet 2021. 
La ville d'Helsinki et la province d'Åland ont la responsabilité d'organiser les services sociaux et de santé et de secours sur leurs territoires respectifs,.
| N° | Région                                      | Carte |
| -- | ------------------------------------------- | ----- |
| 1  | Région de bien-être de Laponie              |       |
| 2  | Région de bien-être d'Ostrobotnie du Nord   |       |
| 3  | Région de bien-être de Kainuu               |       |
| 4  | Région de bien-être d'Ostrobotnie centrale  |       |
| 5  | Région de bien-être de Finlande centrale    |       |
| 6  | Région de bien-être de Savonie du Nord      |       |
| 7  | Région de bien-être de Carélie du Nord      |       |
| 8  | Région de bien-être de Savonie du Sud       |       |
| 9  | Région de bien-être d'Ostrobotnie du Sud    |       |
| 10 | Région de bien-être de Pirkanmaa            |       |
| 11 | Région de bien-être de Kanta-Häme           |       |
| 12 | Région de bien-être d'Ostrobotnie           |       |
| 13 | région de bien-être de Satakunta            |       |
| 14 | Région de bien-être de Finlande-Propre      |       |
| 15 | Région de bien-être d'Uusimaa de l'Ouest    |       |
| 16 | Région de bien-être d'Uusimaa central       |       |
| 17 | Région de bien-être d'Uusimaa de l'Est      |       |
| 18 | Région de bien-être de Päijät-Häme          |       |
| 19 | Région de bien-être de la Vallée de la Kymi |       |
| 20 | Région de bien-être de Carélie du Sud       |       |
| 21 | Région de bien-être de Vantaa et Kerava     |       |
| 22 | Helsinki                                    |       |
| 23 | Ahvenanmaa                                  |       |